# Assinia pulchra
Assinia pulchra är en skalbaggsart som först beskrevs av Stefan von Breuning 1940.  Assinia pulchra ingår i släktet Assinia och familjen långhorningar.
Artens utbredningsområde är Kenya. Inga underarter finns listade.